# Coppa Italia di Serie A2 2018-2019 (calcio a 5 femminile)
La Coppa Italia di Serie A2 2018-2019 è stata la 2ª edizione della Coppa Italia di categoria. La competizione ha preso avvio il 30 settembre 2018, per concludersi poi il 31 marzo 2019. Alla competizione hanno preso parte tutte le società iscritte al campionato di Serie A2.

## Formula
Il torneo si articola in tre turni preliminari e la final four. Al primo turno accedono tutte le 46 squadre iscritte al campionato nazionale di Serie A2 che vengono divise in 14 triangolari e 2 accoppiamenti seguendo i gironi di campionato, accedono al turno successivo le vincenti dei rispettivi raggruppamenti. Il secondo e il terzo turno si svolgono ad eliminazione diretta, sempre tra squadre dello stesso girone. Le 4 squadre rimaste parteciperanno alla final four in sede unica.

## Primo turno

### Regolamento
Si qualificheranno al secondo turno le 16 vincenti di ogni raggruppamento. La squadra che riposerà nella prima giornata è stata determinata per sorteggio, così come la squadra che disputerà la prima gara in trasferta; riposerà nella seconda giornata la squadra che avrà vinto la prima gara o, in caso di parità, quella che avrà disputato la prima gara in trasferta; nella terza giornata si svolgerà la gara fra le due squadre che non si sono incontrate in precedenza. Per determinare la squadra vincente si terrà conto, nell'ordine: dei punti ottenuti negli incontri disputati; della migliore differenza reti; del maggior numero di reti segnate. Persistendo ulteriore parità o nella ipotesi di completa parità tra le tre squadre la vincente è determinata per sorteggio. Gli incontri dei triangolari sono in programma il 30 settembre, il 1° e il 4 novembre.

### Girone A

#### Triangolare 1
| Squadra       | P.ti | G | V | N | P | GF | GS | DR |
| ------------- | ---- | - | - | - | - | -- | -- | -- |
| Audace Verona | 4    | 2 | 1 | 1 | 0 | 11 | 10 | +1 |
| V.I.P.        | 3    | 2 | 1 | 0 | 1 | 8  | 4  | +4 |
| San Pietro    | 1    | 2 | 0 | 1 | 1 | 7  | 12 | -5 |

| Squadra 1     | Risultato   | Squadra 2     |
| 1ª giornata   | 1ª giornata | 1ª giornata   |
| ------------- | ----------- | ------------- |
| Audace Verona | 4 - 3       | VIP Tombolo   |
| 2ª giornata   |             |               |
| VIP Tombolo   | 5 - 0       | San Pietro    |
| 3ª giornata   |             |               |
| San Pietro    | 7 - 7       | Audace Verona |

#### Triangolare 3
| Squadra          | P.ti | G | V | N | P | GF | GS | DR |
| ---------------- | ---- | - | - | - | - | -- | -- | -- |
| Top Five         | 6    | 2 | 2 | 0 | 0 | 9  | 7  | +2 |
| Duomo Chieri     | 3    | 2 | 1 | 0 | 1 | 6  | 5  | +1 |
| Sportland Milano | 0    | 2 | 0 | 0 | 2 | 5  | 8  | -3 |

| Squadra 1        | Risultato   | Squadra 2        |
| 1ª giornata      | 1ª giornata | 1ª giornata      |
| ---------------- | ----------- | ---------------- |
| Sportland Milano | 1 - 3       | Duomo Chieri     |
| 2ª giornata      |             |                  |
| Top Five         | 5 - 4       | Sportland Milano |
| 3ª giornata      |             |                  |
| Duomo Chieri     | 3 - 4       | Top Five         |

#### Triangolare 2
| Squadra         | P.ti | G | V | N | P | GF | GS | DR |
| --------------- | ---- | - | - | - | - | -- | -- | -- |
| Union Fenice    | 4    | 2 | 1 | 1 | 0 | 9  | 5  | +4 |
| Noalese         | 3    | 2 | 1 | 0 | 1 | 8  | 11 | -3 |
| Città di Thiene | 1    | 2 | 0 | 1 | 1 | 8  | 9  | -1 |

| Squadra 1       | Risultato   | Squadra 2       |
| 1ª giornata     | 1ª giornata | 1ª giornata     |
| --------------- | ----------- | --------------- |
| Union Fenice    | 6 - 2       | Noalese         |
| 2ª giornata     |             |                 |
| Noalese         | 6 - 5       | Città di Thiene |
| 3ª giornata     |             |                 |
| Città di Thiene | 3 - 3       | Union Fenice    |

#### Accoppiamento
| Squadra   | P.ti | G | V | N | P | GF | GS | DR |
| --------- | ---- | - | - | - | - | -- | -- | -- |
| Jasnagora | 4    | 2 | 1 | 1 | 0 | 3  | 0  | +3 |
| Torres    | 1    | 2 | 0 | 1 | 1 | 0  | 3  | -3 |

| Squadra 1 | Risultato | Squadra 2 |
| Andata    | Andata    | Andata    |
| --------- | --------- | --------- |
| Torres    | 0 - 0     | Jasnagora |
| Ritorno   |           |           |
| Jasnagora | 3 - 0     | Torres    |

### Girone B

#### Triangolare 1
| Squadra              | P.ti | G | V | N | P | GF | GS | DR |
| -------------------- | ---- | - | - | - | - | -- | -- | -- |
| Atletico Chiaravalle | 6    | 2 | 2 | 0 | 0 | 8  | 5  | +3 |
| Civitanova           | 1    | 2 | 0 | 1 | 1 | 4  | 5  | -1 |
| Dorica Torrette      | 1    | 2 | 0 | 1 | 1 | 5  | 7  | -2 |

| Squadra 1            | Risultato   | Squadra 2            |
| 1ª giornata          | 1ª giornata | 1ª giornata          |
| -------------------- | ----------- | -------------------- |
| Civitanova           | 2 - 3       | Atletico Chiaravalle |
| 2ª giornata          |             |                      |
| Dorica Torrette      | 2 - 2       | Civitanova           |
| 3ª giornata          |             |                      |
| Atletico Chiaravalle | 5 - 3       | Dorica Torrette      |

#### Triangolare 3
| Squadra   | P.ti | G | V | N | P | GF | GS | DR |
| --------- | ---- | - | - | - | - | -- | -- | -- |
| Granzette | 6    | 2 | 2 | 0 | 0 | 12 | 5  | +7 |
| Padova    | 1    | 2 | 0 | 1 | 1 | 6  | 7  | -1 |
| Decima SC | 1    | 2 | 0 | 1 | 1 | 3  | 9  | -6 |

| Squadra 1   | Risultato   | Squadra 2   |
| 1ª giornata | 1ª giornata | 1ª giornata |
| ----------- | ----------- | ----------- |
| Granzette   | 7 - 1       | Decima SC   |
| 2ª giornata |             |             |
| Decima SC   | 2 - 2       | Padova      |
| 3ª giornata |             |             |
| Padova      | 4 - 5       | Granzette   |

#### Triangolare 2
| Squadra       | P.ti | G | V | N | P | GF | GS | DR |
| ------------- | ---- | - | - | - | - | -- | -- | -- |
| Perugia       | 6    | 2 | 2 | 0 | 0 | 5  | 2  | +3 |
| Colombine     | 3    | 2 | 1 | 0 | 1 | 4  | 4  | 0  |
| Centrostorico | 0    | 2 | 0 | 0 | 2 | 3  | 6  | -3 |

| Squadra 1     | Risultato   | Squadra 2     |
| 1ª giornata   | 1ª giornata | 1ª giornata   |
| ------------- | ----------- | ------------- |
| Centrostorico | 2 - 3       | Colombine     |
| 2ª giornata   |             |               |
| Perugia       | 3 - 1       | Centrostorico |
| 3ª giornata   |             |               |
| Colombine     | 1 - 2       | Perugia       |

#### Triangolare 4
| Squadra             | P.ti | G | V | N | P | GF | GS | DR |
| ------------------- | ---- | - | - | - | - | -- | -- | -- |
| Pelletterie Firenze | 6    | 2 | 2 | 0 | 0 | 10 | 1  | +9 |
| Firenze             | 3    | 2 | 1 | 0 | 1 | 3  | 7  | -4 |
| Sassoleone          | 0    | 2 | 0 | 0 | 2 | 3  | 8  | -5 |

| Squadra 1           | Risultato   | Squadra 2           |
| 1ª giornata         | 1ª giornata | 1ª giornata         |
| ------------------- | ----------- | ------------------- |
| Sassoleone          | 2 - 3       | Firenze             |
| 2ª giornata         |             |                     |
| Pelletterie Firenze | 5 - 1       | Sassoleone          |
| 3ª giornata         |             |                     |
| Firenze             | 0 - 5       | Pelletterie Firenze |

### Girone C

#### Triangolare 1
| Squadra         | P.ti | G | V | N | P | GF | GS | DR |
| --------------- | ---- | - | - | - | - | -- | -- | -- |
| BRC Balduina    | 6    | 2 | 2 | 0 | 0 | 5  | 1  | +4 |
| Virtus Ciampino | 3    | 2 | 1 | 0 | 1 | 5  | 3  | +2 |
| Real Praeneste  | 0    | 2 | 0 | 0 | 2 | 2  | 8  | -6 |

| Squadra 1       | Risultato   | Squadra 2       |
| 1ª giornata     | 1ª giornata | 1ª giornata     |
| --------------- | ----------- | --------------- |
| BRC Balduina    | 3 - 1       | Real Praeneste  |
| 2ª giornata     |             |                 |
| Real Praeneste  | 1 - 5       | Virtus Ciampino |
| 3ª giornata     |             |                 |
| Virtus Ciampino | 0 - 2       | BRC Balduina    |

#### Triangolare 3
| Squadra     | P.ti | G | V | N | P | GF | GS | DR  |
| ----------- | ---- | - | - | - | - | -- | -- | --- |
| Coppa d'Oro | 6    | 2 | 2 | 0 | 0 | 15 | 2  | +13 |
| FB5 Roma    | 3    | 2 | 1 | 0 | 1 | 6  | 10 | -4  |
| PMB Roma    | 0    | 2 | 0 | 0 | 2 | 0  | 9  | -9  |

| Squadra 1   | Risultato   | Squadra 2   |
| 1ª giornata | 1ª giornata | 1ª giornata |
| ----------- | ----------- | ----------- |
| FB5 Roma    | 4 - 0       | PMB Roma    |
| 2ª giornata |             |             |
| PMB Roma    | 0 - 5       | Coppa d'Oro |
| 3ª giornata |             |             |
| Coppa d'Oro | 10 - 2      | FB5 Roma    |

#### Triangolare 2
| Squadra             | P.ti | G | V | N | P | GF | GS | DR  |
| ------------------- | ---- | - | - | - | - | -- | -- | --- |
| Città di Valmontone | 4    | 2 | 1 | 1 | 0 | 12 | 4  | +8  |
| Vis Fondi           | 4    | 2 | 1 | 1 | 0 | 11 | 3  | +8  |
| Frosinone           | 0    | 2 | 0 | 0 | 2 | 1  | 17 | -16 |

| Squadra 1           | Risultato   | Squadra 2           |
| 1ª giornata         | 1ª giornata | 1ª giornata         |
| ------------------- | ----------- | ------------------- |
| Vis Fondi           | 3 - 3       | Città di Valmontone |
| 2ª giornata         |             |                     |
| Frosinone           | 0 - 8       | Vis Fondi           |
| 3ª giornata         |             |                     |
| Città di Valmontone | 9 - 1       | Frosinone           |

#### Accoppiamento
| Squadra       | P.ti | G | V | N | P | GF | GS | DR |
| ------------- | ---- | - | - | - | - | -- | -- | -- |
| Virtus Ragusa | 3    | 2 | 1 | 0 | 1 | 10 | 5  | +5 |
| Vittoria      | 3    | 2 | 1 | 0 | 1 | 5  | 10 | -5 |

| Squadra 1     | Risultato | Squadra 2     |
| Andata        | Andata    | Andata        |
| ------------- | --------- | ------------- |
| Vittoria      | 3 - 2     | Virtus Ragusa |
| Ritorno       |           |               |
| Virtus Ragusa | 8 - 2     | Vittoria      |

### Girone D

#### Triangolare 1
| Squadra         | P.ti | G | V | N | P | GF | GS | DR |
| --------------- | ---- | - | - | - | - | -- | -- | -- |
| Fulgor Octajano | 3    | 2 | 1 | 0 | 1 | 4  | 2  | +2 |
| Nuceria         | 3    | 2 | 1 | 0 | 1 | 6  | 7  | -1 |
| Salernitana     | 3    | 2 | 1 | 0 | 1 | 4  | 5  | -1 |

| Squadra 1       | Risultato   | Squadra 2       |
| 1ª giornata     | 1ª giornata | 1ª giornata     |
| --------------- | ----------- | --------------- |
| Salernitana     | 1 - 0       | Fulgor Octajano |
| 2ª giornata     |             |                 |
| Fulgor Octajano | 4 - 1       | Nuceria         |
| 3ª giornata     |             |                 |
| Nuceria         | 5 - 3       | Salernitana     |

#### Triangolare 3
| Squadra       | P.ti | G | V | N | P | GF | GS | DR |
| ------------- | ---- | - | - | - | - | -- | -- | -- |
| Conversano    | 4    | 2 | 1 | 1 | 0 | 4  | 2  | +2 |
| New Team Noci | 3    | 2 | 1 | 0 | 1 | 4  | 5  | -1 |
| Dona Style    | 1    | 2 | 0 | 1 | 1 | 3  | 4  | -1 |

| Squadra 1     | Risultato   | Squadra 2     |
| 1ª giornata   | 1ª giornata | 1ª giornata   |
| ------------- | ----------- | ------------- |
| Dona Style    | 1 - 1       | Conversano    |
| 2ª giornata   |             |               |
| New Team Noci | 3 - 2       | Dona Style    |
| 3ª giornata   |             |               |
| Conversano    | 3 - 1       | New Team Noci |

#### Triangolare 2
| Squadra     | P.ti | G | V | N | P | GF | GS | DR  |
| ----------- | ---- | - | - | - | - | -- | -- | --- |
| Molfetta    | 6    | 2 | 2 | 0 | 0 | 13 | 3  | +10 |
| Manfredonia | 3    | 2 | 1 | 0 | 1 | 6  | 2  | +4  |
| Rionero     | 0    | 2 | 0 | 0 | 2 | 4  | 18 | -14 |

| Squadra 1   | Risultato   | Squadra 2   |
| 1ª giornata | 1ª giornata | 1ª giornata |
| ----------- | ----------- | ----------- |
| Manfredonia | 6 - 1       | Rionero     |
| 2ª giornata |             |             |
| Rionero     | 3 - 12      | Molfetta    |
| 3ª giornata |             |             |
| Molfetta    | 1 - 0       | Manfredonia |

#### Triangolare 4
| Squadra          | P.ti | G | V | N | P | GF | GS | DR  |
| ---------------- | ---- | - | - | - | - | -- | -- | --- |
| Città di Taranto | 6    | 2 | 2 | 0 | 0 | 6  | 3  | +3  |
| Sangiovannese    | 3    | 2 | 1 | 0 | 1 | 16 | 8  | +8  |
| WFC San Marzano  | 0    | 2 | 0 | 0 | 2 | 5  | 16 | -11 |

| Squadra 1        | Risultato   | Squadra 2        |
| 1ª giornata      | 1ª giornata | 1ª giornata      |
| ---------------- | ----------- | ---------------- |
| Sangiovannese    | 14 - 4      | WFC San Marzano  |
| 2ª giornata      |             |                  |
| WFC San Marzano  | 1 - 2       | Città di Taranto |
| 3ª giornata      |             |                  |
| Città di Taranto | 4 - 2       | Sangiovannese    |

## Secondo turno
Il secondo turno, in programma il 30 dicembre 2018, prevede due accoppiamenti per ogni girone da disputarsi in gara unica. Per ogni girone si qualificheranno le due squadre vincenti gli accoppiamenti per complessive 8 squadre. La composizione degli accoppiamenti è stata definita tramite sorteggio.
| Squadra 1        | Risultato | Squadra 2            |
| ---------------- | --------- | -------------------- |
| Jasnagora        | 1 - 3     | Union Fenice         |
| Top Five         | 7 - 3     | Audace Verona        |
| Granzette        | 3 - 0     | Atletico Chiaravalle |
| Perugia          | 0 - 4     | Pelletterie Firenze  |
| BRC Balduina     | 5 - 1     | Città di Valmontone  |
| Coppa d'Oro      | 4 - 5     | Virtus Ragusa        |
| Fulgor Octajano  | 3 - 4     | Molfetta             |
| Città di Taranto | 1 - 6     | Conversano           |

## Terzo turno
Il terzo turno, in programma il 6 gennaio 2019, prevede un accoppiamento per ogni girone da disputarsi in gara unica. Le 4 squadre vincenti accederanno alla fase finale. La composizione degli accoppiamenti è stata definita tramite sorteggio.
| Squadra 1     | Risultato       | Squadra 2           |
| ------------- | --------------- | ------------------- |
| Top Five      | 4 - 4 (0-2 dtr) | Union Fenice        |
| Granzette     | 6 - 5 (dts)     | Pelletterie Firenze |
| Virtus Ragusa | 6 - 3           | BRC Balduina        |
| Molfetta      | 3 - 2           | Conversano          |

## Fase finale
La fase finale, ospitata dalla società Union Fenice presso la Palestra Isa Franchetti, prevede gare a eliminazione diretta di sola andata. Qualora, alla fine dei tempi regolamentari, le gare di semifinale si concludano con un risultato di parità, la vincente verrà determinata direttamente dai tiri di rigore mentre nella finale essi saranno eventualmente preceduti da due tempi supplementari di 5 minuti ciascuno. Il sorteggio del tabellone si è tenuto il 24 febbraio 2019 a Venezia.

### Tabellone
|  | Semifinali | Semifinali    | Semifinali |               |   | Finale    | Finale | Finale |  |
|  |            |               |            |               |   |           |        |        |  |
|  | D          | Molfetta      | 2(1)       |               |   |           |        |        |  |
|  | D          | Molfetta      | 2(1)       |               |   |           |        |        |  |
|  | B          | Granzette     | 2(2)       |               |   |           |        |        |  |
|  | B          | Granzette     | 2(2)       |               |   | Granzette | 2      |        |  |
|  |            |               |            |               |   | Granzette | 2      |        |  |
|  |            |               |            | Virtus Ragusa | 6 |           |        |        |  |
|  | A          | Union Fenice  | 1          | Virtus Ragusa | 6 |           |        |        |  |
|  | A          | Union Fenice  | 1          |               |   |           |        |        |  |
|  | C          | Virtus Ragusa | 3          |               |   |           |        |        |  |

### Semifinali
| Arbitri: | Francesco Aufieri (Milano) Maria Serena Orgiu (Cagliari) |
| Crono:   | Angelo Tasca (Treviso)                                   |

|                                    |                      |                                 |
| Mazzuoccolo 17'00'’ Castro 19'29'’ | Marcatori            | 24'29'’ Longato 31'51'’ Zanetti |
| Mazzuoccolo Dicorato Castro        | Tiri di rigore 1 – 2 | Andreasi Ansaloni Longato       |

| Arbitri: | Krizia Zucchiatti (Tolmezzo) Natalia Bernardino (Terni) |
| Crono:   | Simone Di Filippo (Treviso)                             |

|                |           |                                          |
| Begnoni 5'23'’ | Marcatori | 6'38'’ Brkan 15'49'’ Patri 27'00'’ Brkan |

### Finale
| Arbitri: | Luca Micheli (Frosinone) Stefania Cedraro (Perugia) |
| Crono:   | Enrico Barracano (Treviso)                          |

| |            | |
| Longato 21'04'’ Zanetti 26'51'’                                                                          | Marcatori  | 11'29'’ Pernazza 17'40'’, 19'37'’, 31'02'’ Patri 35'02'’, 36'55'’ Privitera                           |
| Grandi Vannini Sinigaglia Andreasi Longato Ansaloni Costa Ardondi Piccinardi Zanetti Cappelletto Omietti | Formazioni | Sirna Othmani Brkan Privitera Patri Spinello Pernazza Li Noce Di Salvatrice Matranga Iwamura Arinelle |
| Bassi | Allenatori | Nobile                                                                                                |